# Сила. Повернення додому
«Сила. Повернення додому» (тур. Sıla) — турецький драматично-романтичний телесеріал 2006—2008 роках студій «Fm Yapım» і «Most Production». В Туреччині транслювався на телеканалі «ATV», Греції — на «Mega Channel» з 10 червня 2012-го, в Україні — «1+1».

## Сюжет
Народжена у бідній сім'ї на південному сході Туреччини Сила дитиною була віддана на виховання в багату стамбульську сім'ю. З самого дитинства дівчинка росла в атмосфері розкоші. Дівчинці, яку в новій сім'ї полюбили як рідну, дали чудову освіту. В рідному місті Сили залишився її брат, який виріс і закохався в дівчину з найбагатшого сімейства в селі. Цей вчинок тягне за собою неприємні наслідки. Сила, дотримуючись традицій, повинна вийти заміж за Борана, сина багатого сімейства. Дівчина не дає згоди, і старші підуть на радикальні заходи, щоб добитися свого. Однак у серце дівчини прийшла любов, і все навколо змінилося.
Дія серіалу відбувається в стародавньому місті Мардін.

## Акторський склад та український дубляж
- Джансу Дере (Наталя Романько-Кисельова) — Сила Оздемір-Сьонмез/Ґенджо
- Мехмет Акіф Алакурт (Андрій Мостренко) — Боран Ґенджо/Ага
- Зейнеп Еронат — Бедар Сьонмез
- Мендерес Саманджилар — Джеліль Сьонмез
- Фатош Тез — Кевсер Ґенджо/Ханум
- Мухамед Джангьорен — Фіруз Ґенджо/Ага
- Деврим Салтоглу — Джихан Ґенджо
- Джемаль Токташ  — Азад Сьонмез
- Бонджук Їлмаз — Нарін Ґенджо/Сьонмез
- Картал Балабан — Емре Тюркоглу
- Зейнеп Анил Тардиран — Ділан Сьонмез
- Джеліль Налчакан — Ділавер Ґенджо
- Ґьокче Янардаг — Есма Оздемір
- Серап Доґан — Уму Ґенджо
- Тайанч Айайдин — Абай
- Сінем Ярук — Айше

Українською мовою серіал дубльовано студією «1+1» у 2013 році.

## Трансляція в Україні
- З 1 липня по 11 жовтня 2013 року на телеканалі 1+1, у будні о 17:10 по дві серії.